# Muzej policije
Muzej policije osnovan je 2001. godine kao specijalizirani muzej s republičkim djelokrugom. Matični muzej Muzeja policije je Tehnički muzej. Muzej nema stalan postav već se organiziraju povremene izložbe za javnost. Muzej se bavi prikupljanjem, čuvanjem i prezentacijom građe važne za povijest redarstvenih snaga na području Hrvatske.

## Djelatnost
Djelatnost muzeja definirana je zakonskom legislativom vezanom uz muzeje. Muzej radi na sustavnom sabiranju, čuvanju, restauriranju i konzerviranju, prezentaciji te trajnoj zaštiti muzejske građe s područja nadležnosti muzeja.

## Građa
Muzejska građa sadržajno je vezana uz policijsku djelatnost. Fond je razvrstan u zbirke, a određene zbirke imaju nekoliko podzbirki. Zbirke u sastavu Muzeja policije su sljedeće: Civilna zaštita, Dokumenti, Fotografije, Izvan policijski sadržaj, Komunikacijska tehnika, Kriminalistička tehnika, Kriminalistička zbirka, Nacionalni programi, Nagrade i zahvale MUP-a, Odore i dijelovi odora, Oružje iz Domovinskog rata, Osobni predmeti i dokumenti koje izdaje MUP-a, Policijske oprema i tehnika, Policijska vozila, Policijsko znakovlje, Uredska oprema i tehnika, Vatrogastvo i Vojni ordinarijat. Vremenski zbirke pokrivaju drugu polovicu 20. stoljeća, a poseban značaj i memorijalnu vrijednost ima građa iz razdoblja Domovinskog rata. U muzeju se vrši digitalizacija digitalnim fotografiranjem muzejskih predmeta.

## Usluge
Pružanje stručne pomoći iz područja djelatnosti muzeja, održavanje predavanja, vršenje stručnog vodstva, pružanje usluge informiranja vezano uz aktivnosti, organiziranje izložbi.

## Vanjske poveznice
- Muzej policije
- Muzeji Hrvatske na internetu  Arhivirana inačica izvorne stranice od 13. srpnja 2007. (Wayback Machine)
- Muzej policije Hrvatska tehnička enciklopedija, portal hrvatske tehničke baštine. LZMK